# Hydriomena lichenosa
Hydriomena lichenosa är en fjärilsart som beskrevs av W. Warren 1904. Hydriomena lichenosa ingår i släktet Hydriomena och familjen mätare. Inga underarter finns listade i Catalogue of Life.